# Campionati italiani primaverili di nuoto 2006
I Campionati italiani primaverili di nuoto 2006 si sono svolti a Riccione tra il 25 e il 29 marzo 2006.

## Podi

### Uomini
| Evento               | Oro                                                                                         | Tempo.     | Argento                                                                                          | Tempo       | Bronzo                                                                                           | Tempo    |
| Stile libero         |                                                                                             |            |                                                                                                  |             |                                                                                                  |          |
| 50 m                 | Alessandro Calvi                                                                            | 22.65      | Federico Bocchia                                                                                 | 22.79       | Christian Galenda                                                                                | 22.99    |
| 100 m                | Alessandro Calvi                                                                            | 49.30      | Christian Galenda                                                                                | 49.57       | Mauro Gallo                                                                                      | 49.67    |
| 200 m                | Filippo Magnini                                                                             | 1'47.35    | Emiliano Brembilla                                                                               | 1'47.90     | David Berbotto                                                                                   | 1'48.89  |
| 400 m                | Emiliano Brembilla                                                                          | 3'49.43    | Nicola Cassio                                                                                    | 3'51.09     | Samuel Pizzetti                                                                                  | 3'52.92  |
| 800 m                | Emiliano Brembilla                                                                          | 7'58.38    | Luca Ferretti                                                                                    | 8'03.31     | Christian Minotti                                                                                | 8'03.48  |
| 1500 m               | Federico Colbertaldo                                                                        | 15'21.52   | Christian Minotti                                                                                | 15'23.36    | Simone Ercoli                                                                                    | 15'26.27 |
| Dorso                |                                                                                             |            |                                                                                                  |             |                                                                                                  |          |
| 50 m                 | Enrico Catalano                                                                             | 26.12 - RI | Marco Malinverno                                                                                 | 26.32       | Mirco Di Tora                                                                                    | 26.43    |
| 100 m                | Enrico Catalano                                                                             | 55.50 - RI | Mattia Aversa                                                                                    | 55.89 - RIC | Marco Malinverno                                                                                 | 56.55    |
| 200 m                | Mattia Aversa                                                                               | 1'59.63    | Sebastiano Ranfagni                                                                              | 2'00.46     | Enrico Catalano                                                                                  | 2'00.57  |
| Rana                 |                                                                                             |            |                                                                                                  |             |                                                                                                  |          |
| 50 m                 | Alessandro Terrin                                                                           | 28.10      | Riccardo Bartoli                                                                                 | 28.43       | Marco Sommaripa Andrea Savino                                                                    | 28.64    |
| 100 m                | Alessandro Terrin                                                                           | 1'01.38    | Loris Facci                                                                                      | 1'01.50     | Edoardo Giorgetti                                                                                | 1'02.18  |
| 200 m                | Loris Facci                                                                                 | 2'12.92    | Paolo Bossini                                                                                    | 2'13.79     | Edoardo Giorgetti                                                                                | 2'15.15  |
| Farfalla             |                                                                                             |            |                                                                                                  |             |                                                                                                  |          |
| 50 m                 | Rudy Goldin                                                                                 | 24.61      | Matteo Salomoni                                                                                  | 24.85       | Salvatore Cuffari                                                                                | 25.07    |
| 100 m                | Mattia Nalesso                                                                              | 53.64      | Rudy Goldin                                                                                      | 54.04       | Joseph Davide Natullo                                                                            | 54.13    |
| 200 m                | Francesco Vespe                                                                             | 1'58.88    | Paolo Villa                                                                                      | 2'00.19     | Niccolò Beni                                                                                     | 2'00.22  |
| Misti                |                                                                                             |            |                                                                                                  |             |                                                                                                  |          |
| 200 m                | Alessio Boggiatto                                                                           | 2'00.77    | Leonardo Tumiotto                                                                                | 2'01.83     | Nicola Febbraro                                                                                  | 2'01.84  |
| 400 m                | Alessio Boggiatto                                                                           | 4'17.19    | Federico Turrini                                                                                 | 4'22.01     | Leonardo Tumiotto                                                                                | 4'24.24  |
| Staffette            |                                                                                             |            |                                                                                                  |             |                                                                                                  |          |
| 4x100 m stile libero | Centro Sportivo Carabinieri Alessandro Calvi Giacomo Vassanelli Mattia Nalesso Mauro Gallo  | 3'18.45    | Gruppo Nuoto Fiamme Gialle Alessandro Chinellato Klaus Lanzarini Christian Galenda Andrea Busato | 3'21.46     | Centro Sportivo Esercito Fabrizio Addamiano Paolo Villa Gianluca Ermeti Fabio Gallo              | 3'23.42  |
| 4x200 m stile libero | Circolo Canottieri Aniene Simone Ciancarini Gianfranco Meschini Paolo Bossini Nicola Cassio | 7'22.19    | Centro Sportivo Carabinieri Federico Cappellazzo Mirko Mazzari Francesco Vespe Alessandro Calvi  | 7'25.50     | Gruppo Nuoto Fiamme Gialle Andrea Busato Klaus Lanzarini Alessandro Chinellato Christian Galenda | 7'26.95  |
| 4x100 m misti        | Centro Sportivo Carabinieri Luis Alberto Laera Michele Vancini Mattia Nalesso Mauro Gallo   | 3'42.43    | Circolo Canottieri Aniene Mattia Aversa Paolo Bossini Simone Ciancarini Nicola Cassio            | 3'43.84     | Centro Sportivo Esercito Federico Turrini Marco Sommaripa Rudy Goldin Gianluca Ermeti            | 3'44.30  |

### Donne
| Evento               | Oro                                                                                         | Tempo         | Argento                                                                                     | Tempo    | Bronzo                                                                            | Tempo    |
| Stile libero         |                                                                                             |               |                                                                                             |          |                                                                                   |          |
| 50 m                 | Cristina Chiuso                                                                             | 25.25 - RI    | Gigliola Tecchio                                                                            | 26.15    | Camilla Daolio                                                                    | 26.26    |
| 100 m                | Federica Pellegrini                                                                         | 55.28         | Flavia Zoccari                                                                              | 56.88    | Gigliola Tecchio                                                                  | 56.95    |
| 200 m                | Federica Pellegrini                                                                         | 1'58.57       | Flavia Zoccari                                                                              | 2'01.70  | Simona Ricciardi                                                                  | 2'01.76  |
| 400 m                | Alessia Filippi                                                                             | 4'08.56 - RI  | Federica Pellegrini                                                                         | 4'08.91  | Roberta Ioppi                                                                     | 4'15.29  |
| 800 m                | Elisa Pasini                                                                                | 8'41.78       | Giulia Bolgiani                                                                             | 8'51.29  | Federica Vitale                                                                   | 8'52.32  |
| 1500 m               | Elisa Pasini                                                                                | 16'33.47      | Federica Vitale                                                                             | 16'38.78 | Marina Suttora                                                                    | 16'58.18 |
| Dorso                |                                                                                             |               |                                                                                             |          |                                                                                   |          |
| 50 m                 | Elena Gemo                                                                                  | 29.18 - RI    | Valentina De Nardi                                                                          | 29.35    | Laura Letrari                                                                     | 29.96    |
| 100 m                | Elena Gemo                                                                                  | 1'02.15       | Valentina De Nardi                                                                          | 1'02.55  | Roberta Ioppi                                                                     | 1'03.83  |
| 200 m                | Margherita Ganz                                                                             | 2'15.25       | Valentina De Nardi                                                                          | 2'16.74  | Elisa Pasini                                                                      | 2'16.95  |
| Rana                 |                                                                                             |               |                                                                                             |          |                                                                                   |          |
| 50 m                 | Roberta Panara                                                                              | 32.00         | Noemi Direnzo                                                                               | 32.25    | Chiara Boggiatto                                                                  | 32.31    |
| 100 m                | Chiara Boggiatto                                                                            | 1'09.37       | Veronica Demozzi                                                                            | 1'09.87  | Ombretta Plos                                                                     | 1'10.31  |
| 200 m                | Chiara Boggiatto                                                                            | 2'31.53       | Elisa Celli                                                                                 | 2'32.10  | Veronica Demozzi                                                                  | 2'32.60  |
| Farfalla             |                                                                                             |               |                                                                                             |          |                                                                                   |          |
| 50 m                 | Cristina Maccagnola                                                                         | 27.01         | Elena Gemo                                                                                  | 27.06    | Ilaria Bianchi                                                                    | 27.94    |
| 100 m                | Francesca Segat                                                                             | 59.58         | Ambra Migliori                                                                              | 1'00.65  | Caterina Giacchetti                                                               | 1'00.80  |
| 200 m                | Francesca Segat                                                                             | 2'08.53 - RI  | Caterina Giacchetti                                                                         | 2'09.36  | Veronica Rodà                                                                     | 2'12.28  |
| Misti                |                                                                                             |               |                                                                                             |          |                                                                                   |          |
| 200 m                | Livia Travaglini                                                                            | 2'18.65       | Veronica Massari                                                                            | 2'19.37  | Micaela Berni                                                                     | 2'19.91  |
| 400 m                | Elisa Pasini                                                                                | 4'44.55       | Veronica Rodà                                                                               | 4'51.05  | Margherita Ganz                                                                   | 4'52.75  |
| Staffette            |                                                                                             |               |                                                                                             |          |                                                                                   |          |
| 4x100 m stile libero | DDS A Eleonora Celada Elena Gemo Roberta Panara Federica Pellegrini                         | 3'45.90 - RIS | Gruppo Nuoto Fiamme Gialle Francesca Segat Simona Ricciardi Martina Cuppone Alessia Filippi | 3'47.48  | Aurelia Nuoto A Maria Sole Lensi Flavia Zoccari Alessandra Biondi Cristina Chiuso | 3'49.29  |
| 4x200 m stile libero | Gruppo Nuoto Fiamme Gialle Alessia Filippi Martina Cuppone Francesca Segat Simona Ricciardi | 8'06.99       | Plain Team Veneto A Alice Carpanese Renata Spagnolo Carolina Bianchetto Elisa Pasini        | 8'17.39  | DDS A Laura Strassera Roberta Panara Eleonora Celada Federica Pellegrini          | 8'22.16  |
| 4x100 m misti        | DDS A Elena Gemo Roberta Panara Cristina Maccagnola Federica Pellegrini                     | 4'08.88       | Centro Sportivo Esercito Valentina De Nardi Veronica Demozzi Silvia Florio Lara Consolandi  | 4'14.57  | Aurelia Nuoto Michela Borro Ginevra Ferronetti Silvia Di Pietro Cristina Chiuso   | 4'17.27  |